# Балдеріс Гельмут Гунарович
Гельмут Балдеріс (латис. Helmuts Balderis, нар. 31 липня 1952, Рига) — радянський та латвійський хокеїст, що грав на позиції крайнього нападника. Грав за збірну команду СРСР.

## Ігрова кар'єра
Хокейну кар'єру розпочав 1967 року виступами за команду «Динамо» (Рига).
1989 року був обраний на драфті НХЛ під 238-м загальним номером командою «Міннесота Норт-Старс». 
Протягом професійної клубної ігрової кар'єри, що тривала 13 років (а згодом ще 6 років), захищав кольори команд «Динамо» (Рига), ЦСКА (Москва) та «Міннесота Норт-Старс».
Був гравцем молодіжної збірної СРСР. Виступав за дорослу збірну СРСР, провів 67 ігор в її складі.
За версією інтернет-видання «Sports.ru» входить до символічної збірної «Динамо» радянської доби: Ірбе, Хатулєв — Крикунов, Балдеріс — Фроліков — Знарок.

## Статистика

### Клубні виступи
| Сезон           | Клуб                   | Ліга            | Регулярний сезон | Регулярний сезон | Регулярний сезон | Регулярний сезон | Регулярний сезон | Плей-оф | Плей-оф | Плей-оф | Плей-оф | Плей-оф |
| Сезон           | Клуб                   | Ліга            | І                | Г                | П                | О                | ШХ               | І       | Г       | П       | О       | ШХ      |
| --------------- | ---------------------- | --------------- | ---------------- | ---------------- | ---------------- | ---------------- | ---------------- | ------- | ------- | ------- | ------- | ------- |
| 1967–68         | «Динамо» (Рига)        | СРСР-2          | 1                | 0                | —                | —                | —                | —       | —       | —       | —       | —       |
| 1968–69         | «Динамо» (Рига)        | СРСР-3          | 38               | 3                | —                | —                | —                | —       | —       | —       | —       | —       |
| 1969–70         | «Динамо» (Рига)        | СРСР-2          | —                | 12               | —                | 12               | —                | —       | —       | —       | —       | —       |
| 1970–71         | «Динамо» (Рига)        | СРСР-2          | 36               | 10               | —                | 10               | —                | —       | —       | —       | —       | —       |
| 1971–72         | «Динамо» (Рига)        | СРСР-2          | 35               | 14               | 9                | 23               | —                | —       | —       | —       | —       | —       |
| 1972–73         | «Динамо» (Рига)        | СРСР-2          | 42               | 27               | 15               | 42               | —                | —       | —       | —       | —       | —       |
| 1973–74         | «Динамо» (Рига)        | СРСР            | 24               | 9                | 6                | 15               | 13               | —       | —       | —       | —       | —       |
| 1974–75         | «Динамо» (Рига)        | СРСР            | 36               | 34               | 14               | 48               | 20               | —       | —       | —       | —       | —       |
| 1975–76         | «Динамо» (Рига)        | СРСР            | 36               | 31               | 14               | 45               | 18               | —       | —       | —       | —       | —       |
| 1976–77         | «Динамо» (Рига)        | СРСР            | 35               | 40               | 23               | 63               | 57               | —       | —       | —       | —       | —       |
| 1977–78         | ЦСКА (Москва)          | СРСР            | 36               | 17               | 17               | 34               | 30               | —       | —       | —       | —       | —       |
| 1978–79         | ЦСКА (Москва)          | СРСР            | 41               | 24               | 24               | 48               | 53               | —       | —       | —       | —       | —       |
| 1979–80         | ЦСКА (Москва)          | СРСР            | 42               | 26               | 35               | 61               | 21               | —       | —       | —       | —       | —       |
| 1980–81         | «Динамо» (Рига)        | СРСР            | 44               | 26               | 24               | 50               | 28               | —       | —       | —       | —       | —       |
| 1981–82         | «Динамо» (Рига)        | СРСР            | 41               | 24               | 19               | 43               | 48               | 9       | 15      | 5       | 20      | 2       |
| 1982–83         | «Динамо» (Рига)        | СРСР            | 40               | 32               | 31               | 63               | 39               | —       | —       | —       | —       | —       |
| 1983–84         | «Динамо» (Рига)        | СРСР            | 39               | 24               | 15               | 39               | 18               | —       | —       | —       | —       | —       |
| 1984–85         | «Динамо» (Рига)        | СРСР            | 39               | 31               | 20               | 51               | 52               | —       | —       | —       | —       | —       |
| Усього в СРСР   | Усього в СРСР          | Усього в СРСР   | 462              | 333              | 247              | 580              | 399              | 9       | 15      | 5       | 20      | 2       |
| 1989–90         | «Міннесота Норт-Старс» | НХЛ             | 26               | 3                | 6                | 9                | 2                | —       | —       | —       | —       | —       |
| 1991–92         | «Сага Кекава» Рига     | Латвія          | 7                | 23               | 18               | 41               | 27               | —       | —       | —       | —       | —       |
| 1991–92         | РСШВМ-Енерго Рига      | МХЛ-3           | 16               | 14               | 12               | 26               | 10               | —       | —       | —       | —       | —       |
| 1991–92         | «Старс» Рига           | Латвія          | 7                | 23               | 18               | 41               | 27               | —       | —       | —       | —       | —       |
| 1992–93         | «Латвіяс зельтс» Рига  | Латвія          | 22               | 76               | 66               | 142              | 16               | —       | —       | —       | —       | —       |
| 1993–94         | «Латвіяс зельтс» Рига  | Латвія          | 7                | 9                | 9                | 18               | 39               | —       | —       | —       | —       | —       |
| 1994–95         | «Ессміка Огре»         | Латвія          | 1                | 0                | 1                | 1                | 0                | —       | —       | —       | —       | —       |
| 1995–96         | «Ессміка Огре»         | Латвія          | 30               | 18               | 36               | 54               | —                | —       | —       | —       | —       | —       |
| Усього в Латвії | Усього в Латвії        | Усього в Латвії | 53               | 126              | 130              | 256              | —                | —       | —       | —       | —       | —       |

### Збірна
| Рік                | Команда            | Турнір             | І  | Г  | П  | О  | ШХ |
| ------------------ | ------------------ | ------------------ | -- | -- | -- | -- | -- |
| 1971               | СРСР               | ЮЧЄ                | 5  | 10 | 1  | 11 | 4  |
| 1976               | СРСР               | ЧС                 | 10 | 3  | 7  | 10 | 6  |
| 1976               | СРСР               | КК                 | 5  | 2  | 3  | 5  | 6  |
| 1977               | СРСР               | ЧС                 | 9  | 8  | 7  | 15 | 4  |
| 1978               | СРСР               | ЧС                 | 10 | 9  | 2  | 11 | 8  |
| 1979               | СРСР               | КВ                 | 3  | 1  | 1  | 2  | 0  |
| 1979               | СРСР               | ЧС                 | 8  | 4  | 5  | 9  | 9  |
| 1980               | СРСР               | Суперсерія         | 5  | 5  | 2  | 7  | 2  |
| 1980               | СРСР               | ОІ                 | 7  | 5  | 4  | 9  | 5  |
| 1983               | СРСР               | ЧС                 | 10 | 4  | 5  | 9  | 22 |
| Національна збірна | Національна збірна | Національна збірна | 67 | 41 | 36 | 77 | 52 |